# Sveti Petar Orehovec
Sveti Petar Orehovec è un comune della Croazia di 5 137 abitanti della regione di Koprivnica e Križevci.